# Shirley Temple
Pour le cocktail, voir Shirley Temple (cocktail).
Pour les articles homonymes, voir Temple (homonymie).
Shirley Temple Black (/ˈʃɝli ˈtɛmpəl/), (née Shirley Jane Temple le 23 avril 1928 à Santa Monica (Californie) et morte le 10 février 2014 à Woodside (Californie),, est une actrice, chanteuse, danseuse et diplomate américaine, qui est numéro un du box-office d'Hollywood en tant qu'enfant star de 1934 à 1938. Plus tard, elle est nommée ambassadrice des États-Unis au Ghana puis en Tchécoslovaquie, et a également été Chef du protocole des États-Unis. Elle est une véritable icône aux États-Unis dans les années 1930 et 1940.
Elle commence sa carrière cinématographique en 1931 à l'âge de trois ans, et devient connue avec son rôle dans Shirley aviatrice en 1934. Elle reçoit un Oscar de la jeunesse spécial en février 1935 pour sa contribution exceptionnelle en tant qu'interprète enfant et continue à apparaître dans des films populaires jusqu'à la fin des années 1930, bien que ses films suivants aient moins de succès à mesure qu'elle grandit. Elle apparaît dans son dernier film, L'amour a toujours raison, en 1949,.
Elle commence sa carrière diplomatique en 1969, lorsqu'elle est nommée pour représenter les États-Unis à une session de l'Assemblée générale des Nations unies, où elle travaille à la mission des États-Unis (en) sous la direction de l'ambassadeur Charles Yost (en). Plus tard, elle est nommée ambassadrice des États-Unis au Ghana et devient également la première femme Chef du protocole des États-Unis. En 1988, elle publie son autobiographie, Child Star. Après cela, elle est ambassadrice des États-Unis en Tchécoslovaquie (1989-1992).
Temple a reçu de nombreux prix et distinctions, notamment le Kennedy Center Honor et le Screen Actors Guild Life Achievement Award. Elle est classée « 18e actrice de légende » par l'American Film Institute dans sa liste AFI's 100 Years... 100 Stars .

## Biographie

### Origines
Shirley Temple naît au UCLA Medical Center de Santa Monica (en), de George Temple, employé de banque, et de Gertrude Temple, femme au foyer. Elle a deux frères, John et George. Sa famille a des origines néerlandaises, anglaises et allemandes.

### Carrière cinématographique

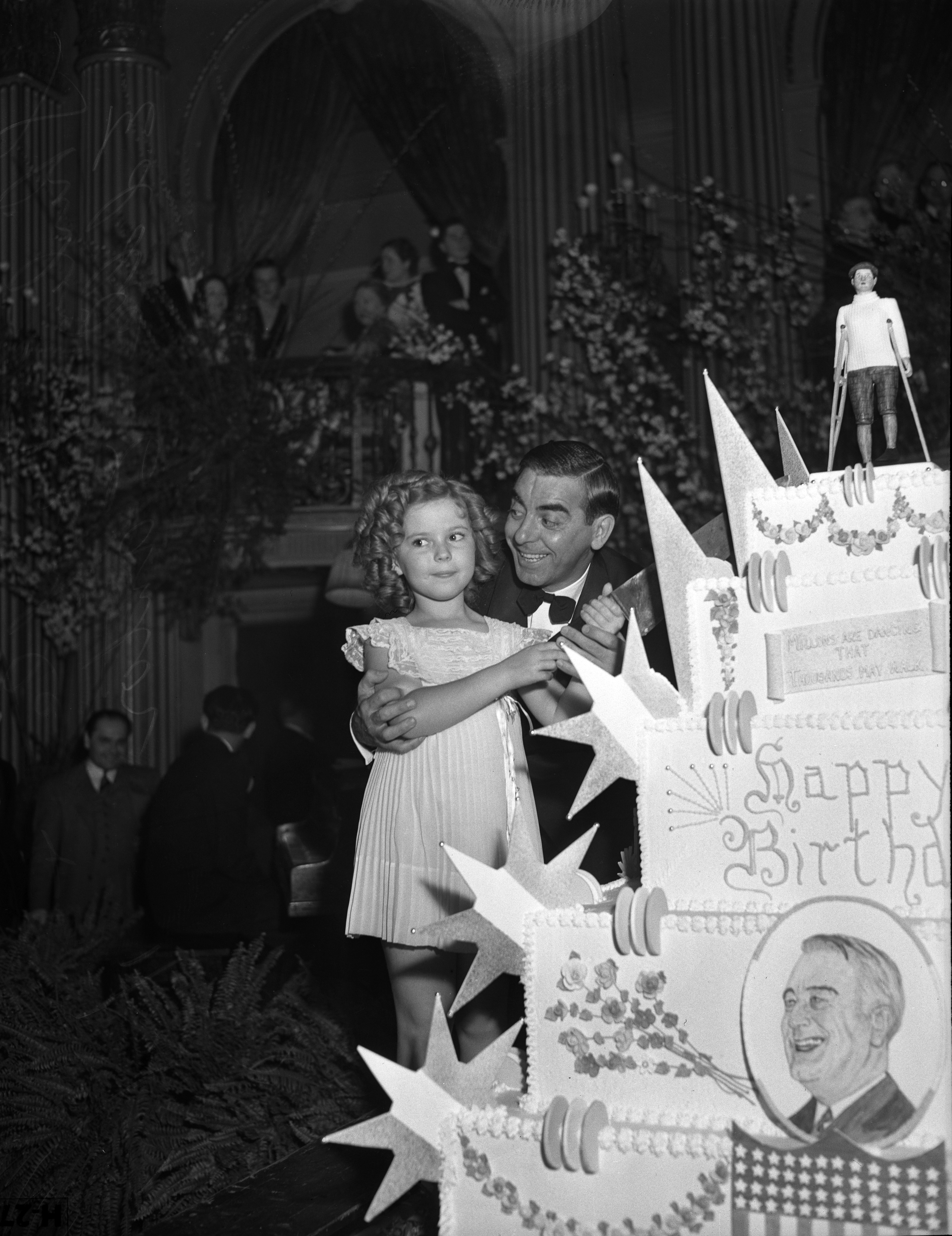
Shirley Temple et Eddie Cantor coupant le gâteau d'anniversaire du président des États-Unis Franklin Delano Roosevelt en 1937.

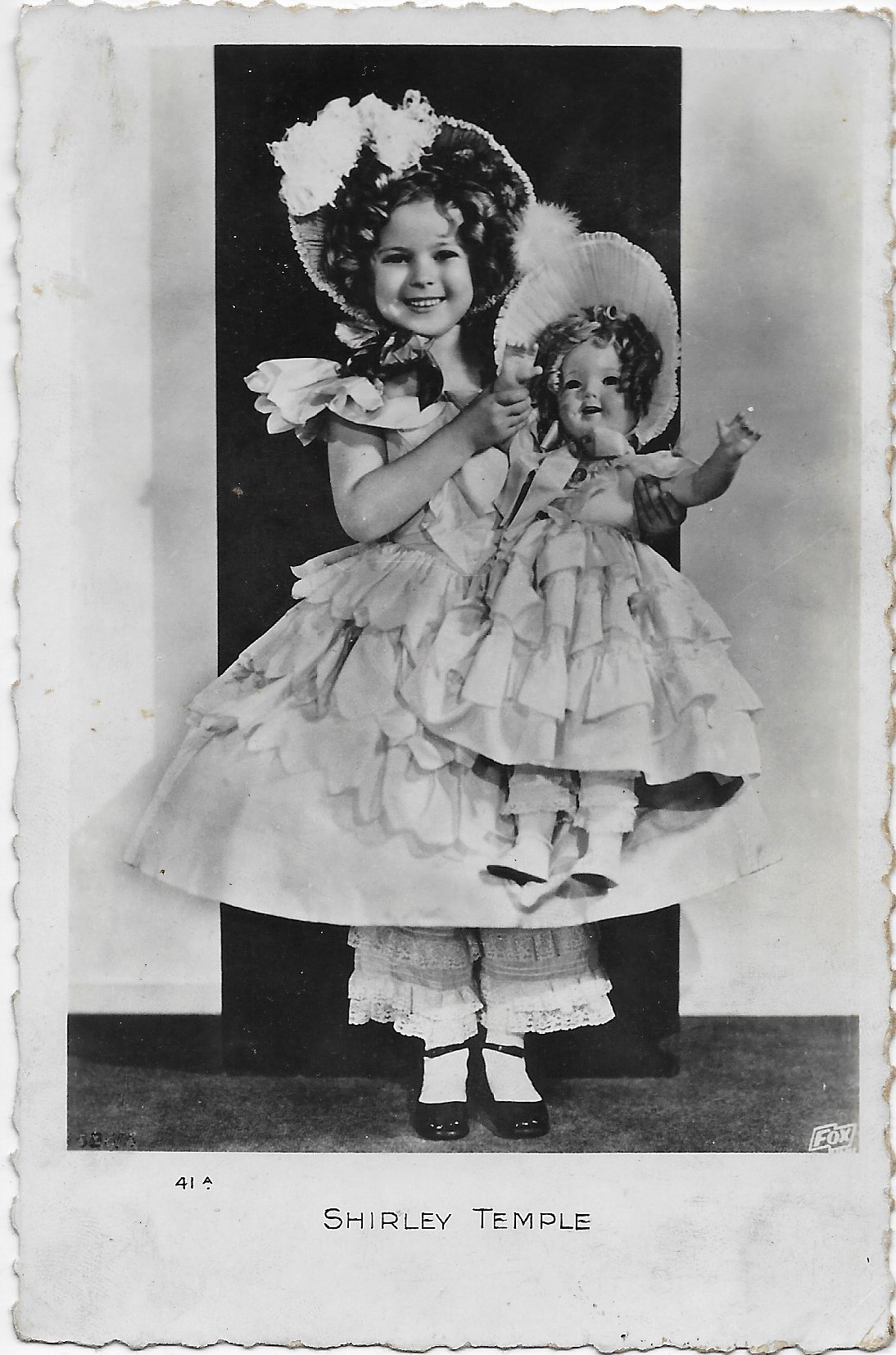
Shirley Temple avec sa poupée (vers 1933).

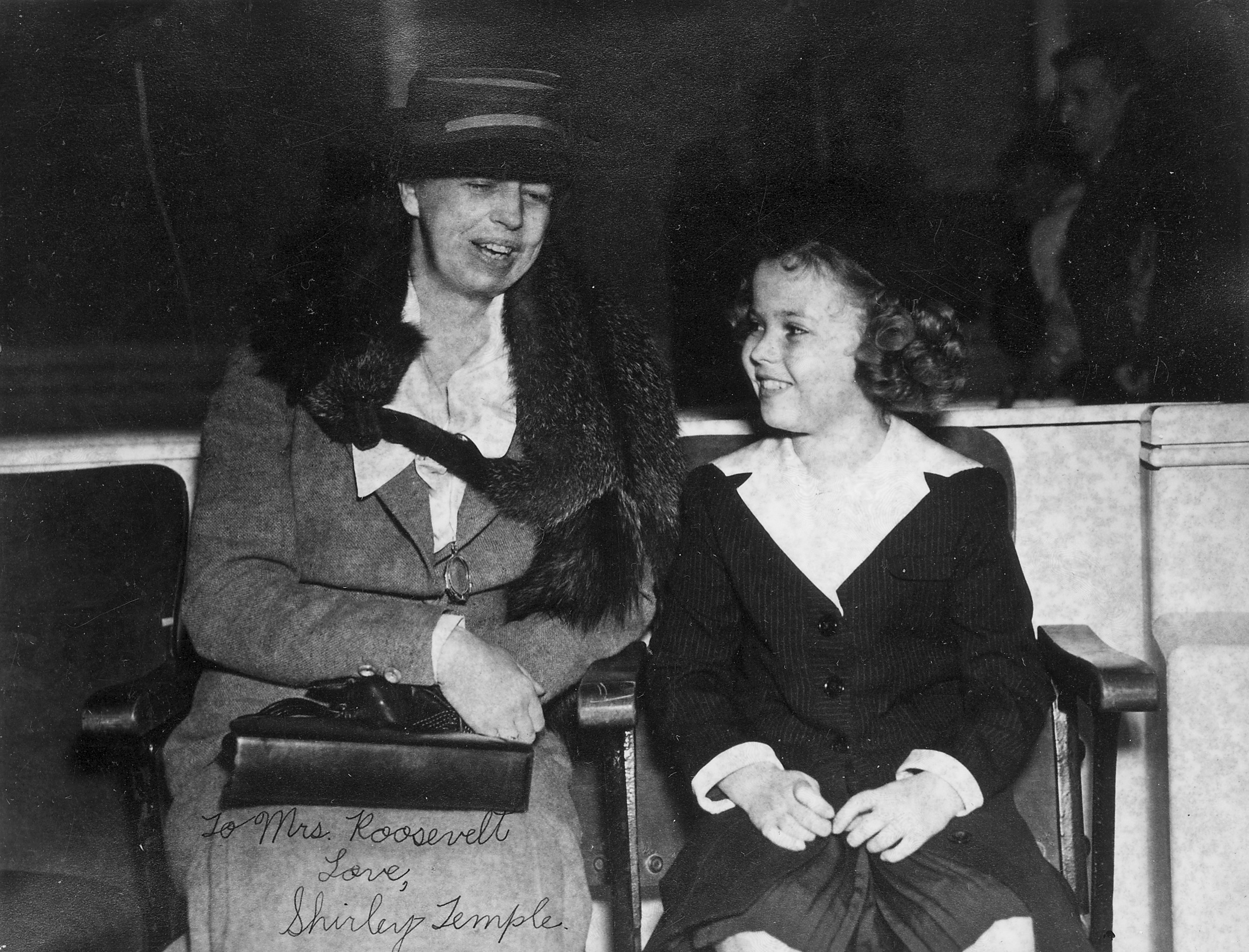
Eleanor Roosevelt et Shirley Temple en juillet 1938.

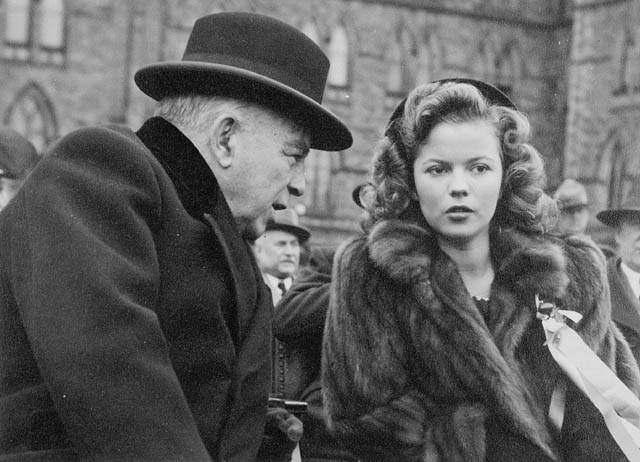
Shirley Temple et William Lyon Mackenzie King en octobre 1944.

Shirley Temple est remarquée dès l'âge de cinq ans pour sa mémorisation parfaite des pas de danse.
Sa mère l'inscrit en septembre 1931 à la Meglin's Dance School, où elle rejoint la troupe des Meglin Kiddies. Elle commence sa carrière à l'âge de trois ans[réf. nécessaire], en paraissant dans deux séries de productions à petit budget. Elle est la vedette des Baby Burlesks, une série de huit films burlesques parus en 1932 et 1933. Elle signe avec la Fox à la fin de 1933 après sa prestation dans Stand Up and Cheer! avec James Dunn. Son contrat est prolongé plusieurs fois de 1933 à 1935, puis elle est prêtée à la Paramount Pictures en 1934. Pendant quatre ans, les États-Unis se passionnent pour ses films et des objets de merchandising à son effigie se vendent par milliers pendant ces années mythiques.
En 1935, elle est la première lauréate de l'Oscar pour jeunes acteurs, et figure pour cela dans le Livre Guinness des records.
Le succès de Shirley Temple auprès des jeunes filles en France dans les années 1930 est tel que l'hebdomadaire Fillette publie sa biographie en bande dessinée avant de lancer un fan-club en 1935. Les conditions pour y être admis sont d'aimer Shirley Temple, avoir le sourire, avoir plus de six ans, aimer le cinéma, et d'être sage. En novembre, Fillette devient même Fillette, le journal de Shirley.
On crée aussi en son honneur, dans les années 1930, un cocktail Shirley Temple au Royal Hawaiian Hotel à Waikiki (Hawaï).
En 1939, le rôle de Dorothy dans Le Magicien d'Oz, finalement joué par Judy Garland, lui est originellement destiné.
La même année, Salvador Dalí lui consacre une peinture : Shirley Temple, le plus jeune monstre sacré du cinéma de son temps.
Elle devient également Grand Marshal (en) de la Rose Parade de Pasadena (elle le sera également en 1989 et 1999).
Durant les années 1930, elle joue dans plus de quarante films.
Soutenue par sa famille, elle met fin à sa carrière cinématographique vers l'âge de vingt ans, sentant que son avenir est ailleurs qu'à Hollywood.

### L'après-Hollywood
En 1967, Shirley Temple apparaît trois fois sur la pochette de l'album Sgt. Pepper's Lonely Hearts Club Band des Beatles. Au premier rang : une première fois discrètement juste derrière l'épaule gauche de la statue de cire de John Lennon (photo dans son rôle de Heidi) ; une deuxième fois à droite de George Harrison (photo dans son rôle dans Bright Eyes) ; et enfin, complètement à droite, sous forme d'une poupée qui est une sculpture molle, une création originale de Jann Haworth.
Après sa carrière au cinéma, elle s'implique en politique, au Parti républicain. Elle est nommée, en 1969, déléguée des États-Unis aux Nations unies par le président des États-Unis Richard Nixon.
En 1973, après avoir guéri d'un cancer du sein, elle devient la première femme à parler ouvertement de ce sujet dans les médias.
En 1974 et 1975, elle est membre du comité de direction de la Walt Disney Company.
Elle est ambassadrice au Ghana (1974-1976), puis en Tchécoslovaquie (1989-1992). Ayant vécu la révolution de velours, elle décrit cela comme « le meilleur travail qu'[elle] ait jamais eu ». En 1976, elle devient la première femme chef de protocole du département d'État des États-Unis.
Son autobiographie, intitulée Child Star: An Autobiography, est publiée en 1988.
En 2001, un téléfilm sur la vie de Shirley Temple est réalisé par Nadia Tass et Melissa Joan Hart : Shirley Temple : La Naissance d'une star.

#### Mort
Shirley Temple meurt d'une maladie pulmonaire obstructive chronique le 10 février 2014 à Woodside, au sud de San Francisco, en Californie. Elle est inhumée à l'Alta Mesa Memorial Park à Palo Alto, dans le même État.

### Famille
Mariée à l'acteur John Agar en 1945 à l'âge de 17 ans, Shirley Temple donne naissance à une fille Linda Susan Agar (qui prend par la suite le nom de Black) en 1948. Après son divorce en 1950, elle épouse l'homme d'affaires Charlie Black. À leur rencontre, il avoue qu'il n'avait jamais vu ses films. Ils auront deux enfants : Lori et Charlie. Elle reste avec son époux jusqu'à ce qu'il meure d'un syndrome myélodysplasique le 4 août 2005.

## Filmographie

### Cinéma
- 1932 : Kid's Last Fight : une fille
- 1932 : Runt Page : Lulu Parsnips
- 1932 : War Babies : Charmaine
- 1932 : The Red-Haired Alibi de Christy Cabanne : Gloria Shelton
- 1932 : Pie Covered Wagon : Shirley
- 1933 : Glad Rags to Riches : Nell / La Belle Diaperina
- 1933 : Kid in Hollywood : Morelegs Sweettrick
- 1933 : Out All Night : une enfant
- 1933 : The Kid's Last Fight : Shirley
- 1933 : Polly Tix in Washington : Polly Tix
- 1933 : Dora's Dunking Doughnuts : Shirley
- 1933 : Jusqu'au dernier homme (To the Last Man) : Mary Stanley
- 1933 : Kid 'in' Africa : Madame Cradlebait
- 1933 : Merrily Yours : Mary Lou Rogers
- 1933 : What's to Do? : Mary Lou Rogers
- 1933 : Pardon My Pups : Mary Lou Rogers
- 1933 : Carolina : Joan Connelly
- 1933 : As the Earth Turns : une enfant
- 1934 : Managed Money : Mary Lou
- 1934 : Le Ministère des amusements (Stand Up and Cheer!) de Hamilton MacFadden : Shirley Dugan
- 1934 : Premier Amour (Change of Heart) : Shirley, la fille dans l'avion
- 1934 : Petite Miss (Little Miss Marker) de Alexander Hall : Marthy Jane, Little Miss Marker
- 1934 : Les Nuits de New York (Now I'll Tell) : Mary Doran
- 1934 : La P'tite Shirley (Baby Take a Bow) : Shirley Ellison
- 1934 : C'est pour toujours (Now and Forever) : Penelope 'Penny' Day
- 1934 : Shirley aviatrice (Bright Eyes) : Shirley Blake
- 1935 : Le Petit Colonel (The Little Colonel) : Miss Lloyd Sherman
- 1935 : Notre petite fille (Our Little Girl) : Molly Middleton
- 1935 : Boucles d'or (Curly Top) : Elizabeth Blair
- 1935 : La Fille rebelle (The Littlest Rebel) : Virginia 'Virgie' Cary
- 1936 : Capitaine Janvier (Captain January) : Helen ('Star')
- 1936 : Pauvre petite fille riche (Poor Little Rich Girl) : Barbara Barry
- 1936 : Fossettes (Dimples) : Sylvia 'Dimples' Dolores Appleby
- 1936 : Ching-Ching (Stowaway) : Barbara 'Ching-Ching' Stewart
- 1937 : La Mascotte du régiment (Wee Willie Winkie) : Priscilla Williams
- 1937 : Heidi la sauvageonne (Heidi) : Heidi
- 1937 : Nuits d'Arabie (Ali Baba Goes to Town) : elle-même
- 1938 : Mam'zelle vedette (Rebecca of Sunnybrook Farm) d'Allan Dwan : Rebecca Winstead
- 1938 : Hôtel à vendre (Little Miss Broadway) : Betsy Brown / Shea
- 1938 : La Vie en rose (Just Around the Corner) : Penny Hale
- 1939 : Petite Princesse (The Little Princess) : Sara Crewe
- 1939 : Susannah (Susannah of the Mounties) : Susannah Sheldon
- 1940 : L'Oiseau bleu (The Blue Bird) : Mytyl
- 1940 : Jeunesse (Young People) : Wendy Ballantine
- 1941 : Kathleen : Kathleen Davis
- 1942 : Miss Annie Rooney : Annie Rooney
- 1944 : Depuis ton départ (Since You Went Away) : Bridget 'Brig' Hilton
- 1944 : Étranges Vacances (I'll Be Seeing You) : Barbara Marshall
- 1945 : L'Apprentie amoureuse (Kiss and Tell) : Corliss Archer
- 1946 : American Creed
- 1947 : Sérénade à Mexico (Honeymoon) : Barbara Olmstead
- 1947 : Deux sœurs vivaient en paix (The Bachelor and the Bobby-Soxer) de Irving Reis : Susan Turner
- 1947 : Scandale en Floride (That Hagen Girl) de Peter Godfrey : Mary Hagen
- 1948 : Le Massacre de Fort Apache (Fort Apache) : Philadelphia Thursday
- 1949 : Monsieur Belvédère au collège (Mr. Belvedere Goes to College) de Elliott Nugent : Ellen Baker
- 1949 : Adventure in Baltimore : Dinah Sheldon
- 1949 : The Story of Seabiscuit : Margaret O'Hara / Knowles
- 1949 : A Kiss for Corliss : Corliss Archer

### Télévision
- 1958-1961 : Shirley Temple's Storybook (en) (série télévisée) : hôte / narratrice / plusieurs rôles
- 1963 : The Red Skelton Show (série télévisée) : une débutante

## Discographie
Chansons phares
- On the Good Ship Lollipop (1934)
- Animal Crackers in My Soup (1935)

## Distinctions

### Récompenses
- Oscar de la jeunesse en 1934[12].
- Docteur honoris causa de l'université de Santa Clara et de l'université Lehigh.
- Lauréat du centre Kennedy de 1978.

### Nominations
Shirley Temple a été nommée au conseil d'administration de plusieurs grandes organisations :
- Walt Disney Company (1974-1975)
- Institut d'études internationales de l'université Stanford
- Conseil des relations étrangères
- Conseil des ambassadeurs américains
- Commission américaine pour l'UNESCO
- Comité national sur les relations sino-américaines
- Association des Nations unies

## Publication
- (en-US) Child Star : An Autobiography, Mcgraw-Hill editions, 546 p., 1988  (ISBN 978-0070055322)

#### Biographies
- (en) Lester David et Irene David, The Shirley Temple Story, Putnam Pub Group, 224 p., 1983  (ISBN 978-0399127984)
- (en) Anne Edwards, Shirley Temple: American Princess, William Morrow & Co, 444 p., 1988  (ISBN 978-0688060510)
- (en) Rita Dubas, Shirley Temple: A Pictorial History of the World's Greatest Child Star, Applause Theatre & Cinema Books, 256 p., 2006  (ISBN 978-1557836724)
- (en) John F. Kasson, The Little Girl Who Fought the Great Depression: Shirley Temple and 1930s America, W. W. Norton & Company, 320 p., 2014  (ISBN 978-0393240795)
- (en) Tino Balio, Grand Design: Hollywood as a Modern Business Enterprise, 1930–1939, University of California Press,  (ISBN 978-0520203341)
- (en) Robert Windeler, The Films of Shirley Temple, Carol Publishing Group,  (ISBN 978-0806507255)